# Bielawy Szelejewskie
Bielawy Szelejewskie – osada w Polsce położona w województwie wielkopolskim, w powiecie gostyńskim, w gminie Piaski, w sołectwie Szelejewo Drugie
W okresie Wielkiego Księstwa Poznańskiego (1815-1848) wzmiankowane są dwa folwarki Bielawy stare oraz Bielawy nowe. Obie miejscowości należały do wsi mniejszych okręgu borkowskiego w ówczesnym pruskim powiecie Krotoszyn w rejencji poznańskiej. Oba folwarki były częścią majątku Szelejewo, którego właścicielem był wówczas Józef Pruski. Według spisu urzędowego z 1837 roku Bielawy stare liczyły 56 mieszkańców, którzy zamieszkiwali 5 dymów (domostw), natomiast Bielawy nowe liczyły 53 mieszkańców w czterech domach.
W latach 1975–1998 miejscowość administracyjnie należała do województwa leszczyńskiego.